# Don Massengale
Don Massengale, né le 23 avril 1937 à Jacksboro au Texas et mort le 2 janvier 2007, est un golfeur américain. 
Il a remporté deux tournois de la PGA en 1966 (tournoi Bing Crosby et omnium canadien) et termina deuxième de l'USPGA en 1967 à la suite d'un play-off sur 18 trous contre Don January. Lors de son succès au tournoi Bing Crosby, il termine avec un coup de moins qu'Arnold Palmer. Il remporte également le PGA Professional National Championship en 1972 puis rejoint le Champions Tour, où il remporte deux tournois en 1990 et 1992.